# 傑克·亨特 (廣播主持人)
小傑克·威廉·亨特（英語：Jack William Hunter, Jr.；1974年6月1日—）是美國的一位廣播節目主持人、政治評論家和Rare.us的政治編輯。他也是美國聯邦參議員蘭德·保羅的支持者。他在政治上的觀點經常被認為偏向自由意志主義和保守主義。